# Bydgoszcz
Bydgoszcz ali Bidgošč (nemško Bromberg, latinsko Bydgostia) je mesto na severnem delu Poljske, ob rekah Brda in Visla. V njem živi 358.029 ljudi (junij 2009) in je osmo največje mesto na Poljskem. Z mestom Torunj si delita vlogo glavnega mesta Kujavsko-Pomorjanskega vojvodstva od leta 1999, pred tem je bilo glavno mesto Bydgoszczevega vojvodstva (1947–1998), še prej pa Pomorjanskega vojvodstva (1945–1947). Od leta 1999 je tudi sedež okrožja Bydgoszcz.   
Bydgoszcz je del povezave mest Bydgoszcz-Torunj z mestom Torunj, ki je oddaljeno le 45 km, v povezavi pa živi preko 850.000 prebivalcev. Bydgoszcz je sedež Univerze Kazimirja Velikega, Univerze tehnike in bioloških ved, konzervatorija in Medicinske fakultete Univerze Nikolaja Kopernika iz mesta Torunj. V Bydgoszczu sta tudi znana koncertna dvorana Filharmonia Pomorska in operna hiša Opera Nova.
Iz mestnega letališča Bydgoszcz Ignacy Jan Paderewski so letalske povezave do Varšave, Londona, Dublina, Liverpoola, Berlina, Krakova, Dunaja, Københavna, Birminghama in mesta Weeze. Čarterski leti letijo še v kraje Antalya, Kreta in Tunis. Zaradi bližine rečnih sistemov rek Vistule in Odre v Bydgoszczevem kanalu je mesto pomembno vozlišče vodnih poti po rekah Noteć, Warta, Odra, Laba z Renom in Rotterdamom.

## Prebivalstvo
- Rast mestnega prebivalstva po letu 1600